# Eric Drexler

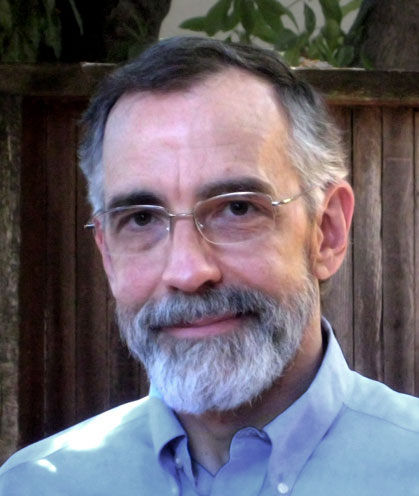
Eric Drexler (2013)

Kim Eric Drexler (* 25. April 1955 in Oakland, Kalifornien) ist ein US-amerikanischer Ingenieur, Pionier und Visionär der molekularen Nanotechnologie und Autor.

## Werdegang und Wirkung
Drexler machte seine Abschlüsse am Massachusetts Institute of Technology (MIT), sein Ph.D. (Doktor) von 1991 war der erste in molekularer Nanotechnologie. Drexler schuf den Begriff Nanomaschine (auch Nanobot genannt) und entwarf die Idee von Assemblern. Auch der Begriff Graue Schmiere (gray goo) wurde von Drexler geprägt.
Ursprünglich begann er, Nanometer-dünne Metallschichten für die Konstruktion von Sonnensegeln zu untersuchen.
Mit einem weiteren Pionier der Nanotechnologie, Richard Smalley, führte er eine viel beachtete Debatte über die Zukunft der Nanotechnologie, und insbesondere die Möglichkeit zum Erstellen von Assemblern. Die als Drexler–Smalley debate on molecular nanotechnology zitierte Debatte fand zwischen 2001 und 2003 über Artikel und offene Briefe in den Fachzeitschriften statt.
Ab 2012 arbeitete Drexler mit dem Future of Humanity Institute an der Oxford University zusammen, zunächst als Academic Visitor, dann ab 2016 als Mitglied.  Zuletzt war er dort Senior Research Fellow und veröffentlicht Forschungsberichte.

## Rezeption
Unter anderen Wissenschaftlern und Kollegen wird Drexlers realer wissenschaftlicher Beitrag verhalten beurteilt. So gab Heinrich Rohrer an, er wisse „von keinem Einfluss, den Drexler auf irgendeine wissenschaftliche oder technische Entwicklung oder einen im Bereich Nanowissenschaften arbeitenden Wissenschaftler gehabt habe.“ Ähnlich äußerten sich Chad A. Mirkin, James M. Tour, George Whitesides und Richard Stanley Williams, die ihm nicht Rolle eines Wissenschaftlers, sondern eines „Popularisierers“ zuschrieben. Letzterer gab an, dass diese Breitenwirkung „das Forschungsfeld mehr bedroht als geholfen“ habe.
Drexler und seine Arbeiten finden in zahlreichen popkulturellen Erzeugnissen Erwähnung; so wird er in Neal Stephensons Diamond Age erwähnt sowie zahlreichen weiteren Science-Fiction-Erzählungen und Comics referenziert. 

## Privatleben
Mit seiner damaligen Frau, Christine Peterson, gründete Drexler 1985 das Foresight Institute in Palo Alto, Kalifornien, ein Jahr vor Erscheinen seines Hauptwerks Engines of Creation. Das Paar ließ sich 2003 scheiden. Frau Peterson, die auch ein B.A. in Chemie von MIT hat, ist weiterhin in der Leitung des Instituts, dessen Ziel es ist, die Öffentlichkeit über Nanotechnologie zu informieren, eng eingebunden.
2006 heiratete Drexler Rosa Wang, eine frühere Investmentbankerin.

## Bibliographie
- Engines of Creation, Anchor Books 1986
  - Erweiterte Auflage 2007: Engines of Creation 2.0: The Coming Era of Nanotechnology - Updated and Expanded, 647 Seiten, Februar 2007
- mit Christine Peterson, Gayle Pergamit: Experiment Zukunft : die nanotechnologische Revolution, Addison-Wesley 1994
  - Englisches Original: Unbounding the future 1991, Online abrufbar unter Unbounding the Future: the Nanotechnology Revolution
- Nanosystems: Molecular Machinery, Manufacturing and Computation, Wiley 1992
  - Entstanden aus seiner Dissertation am MIT 1991: Molecular Machinery and Manufacturing with Applications to Computation, Dissertation MIT 1991.
- Radical Abundance: How a Revolution in Nanotechnology Will Change Civilization, Public Affairs 2013
- Reframing Superintelligence: Comprehensive AI Services as General Intelligence, (als K. Eric Drexler), Technical Report #2019-1,  Future of Humanity Institute, University of Oxford, 210 Seiten, 2019 Online bei FHI.

## Bücher und Artikel über Eric Drexler
- "Selbstreplikation ist nicht notwendig": Interview mit Eric Drexler von Niels Boeing (Technology Review/km 21.0)
- Max Rauner: Mit klebrigen Fingern. In den USA haben Nanoforscher die Gefahren erkannt, und in Europa konferiert man noch. Die Zeit Nr. 52/2003, S. 34.
- Ed Regis: The Incredible Shrinking Man. In: Wired. 10. Januar 2004, abgerufen am 1. Juni 2020.